# Sainte-Colombe-en-Bruilhois
Sainte-Colombe-en-Bruilhois település Franciaországban, Lot-et-Garonne megyében. Lakosainak száma 1552 fő (2022. január 1.). Sainte-Colombe-en-Bruilhois Colayrac-Saint-Cirq, Moncaut, Brax, Laplume, Montagnac-sur-Auvignon, Roquefort és Sérignac-sur-Garonne községekkel határos.

## Népesség
A település népessége az elmúlt években az alábbi módon változott:
| Lakosok száma | 743  | 998  | 1238 | 1610 | 1659 | 1659 | 1662 | 1586 | 1548 | 1552 |
|               | 1968 | 1982 | 1990 | 2006 | 2014 | 2015 | 2017 | 2019 | 2020 | 2022 |